# 青山士
青山 士（あおやま あきら、1878年9月23日 - 1963年3月21日）は、日本の土木技師、内務官僚。位階は従三位。勲等は勲三等。公益社団法人土木学会名誉会員。
ニューヨークセントラル・アンド・ハドソンリバー鉄道、パナマ運河工事委員会での勤務を経て内務技師となり、新潟土木出張所所長、内務技監、社団法人土木学会会長などを歴任した。

## 概要
静岡県生まれの土木技術者である。内村鑑三の門下となり、東京帝国大学工科大学では広井勇の指導を受ける。パナマ運河建設に携わった唯一の日本人として知られる。帰国後は内務省に入省し、東京土木出張所においては荒川放水路の建設を指揮した。また、新潟土木出張所では所長として信濃川大河津分水路の改修工事を指揮した。その後、内務省の技官のトップである内務技監に就任するが、技官と事務官の処遇格差を巡り省内が混乱し、責任を取る形で辞職した。また、土木学会では会長を務め、のちにそれまでの功績から名誉会員の称号が贈られた。

## 来歴

### 生い立ち
静岡県豊田郡中泉村（現在の磐田市）において、青山徹・ふじ夫妻の三男として生まれる。尋常小学校を卒業後に上京し、東京府尋常中学校（現在の日比谷高校）、第一高等学校を経て、東京帝国大学工科大学土木工学科（現在の東京大学工学部土木工学科）に進学した。一高在学時に内村鑑三の講演を聞き、影響を受けて門下生となった。土木技術者を志したのも内村の影響で（内村は講演『後世への最大遺物』で、子孫のためになる仕事の例として土木事業を挙げている）、東京帝大に進んだのも広井勇（内村鑑三と札幌農学校の同級生で親友であった）が主任教授を務めていたことから内村に勧められたものである。青山は広井の講義を聴き、パナマ運河への思いを募らせた。

### パナマ運河
パナマ運河は19世紀末にフランスが開削を試みたものの失敗し、アメリカ合衆国が建設に乗り出そうとしていた。1903年7月に大学を卒業した青山は、広井勇の紹介状を携えて単身渡米。広井の紹介状の宛先はコロンビア大学教授W. H. バー（William Hubert Burr）で、バーは米国政府のパナマ運河工事委員会（Isthmian Canal Commission）の委員でもあった。パナマ運河の工事再開を待ちながら、バーの紹介で鉄道会社に測量員として勤務し、測量の腕を磨きながら英語で仕事をする環境に適応。1904年6月よりパナマ運河工事委員会に採用され、パナマ運河開削工事に従事する。青山は、パナマ運河建設に携わった唯一の日本人である。採用当初は末端の測量員であり、2年間はジャングルに分け入りマラリアにも罹患する過酷な測量を経験している。勤勉さと手腕を高く評価された青山は、測量技師、設計技師と昇進、技術者としてガトゥン閘門の重要部分（側壁など）の設計を担当、ガトゥン工区の副技師長に昇進した。しかし、パナマ運河の完成を見ることなく、1911年11月に帰国の途に就く（休暇として帰国し、帰国後に辞表を提出した）。これには日露戦争後にアメリカにおいて日本への警戒や外国人排斥運動が高まった影響もあり、新聞にはスパイではないかとの疑いも書かれたという。

### 日本に帰国後

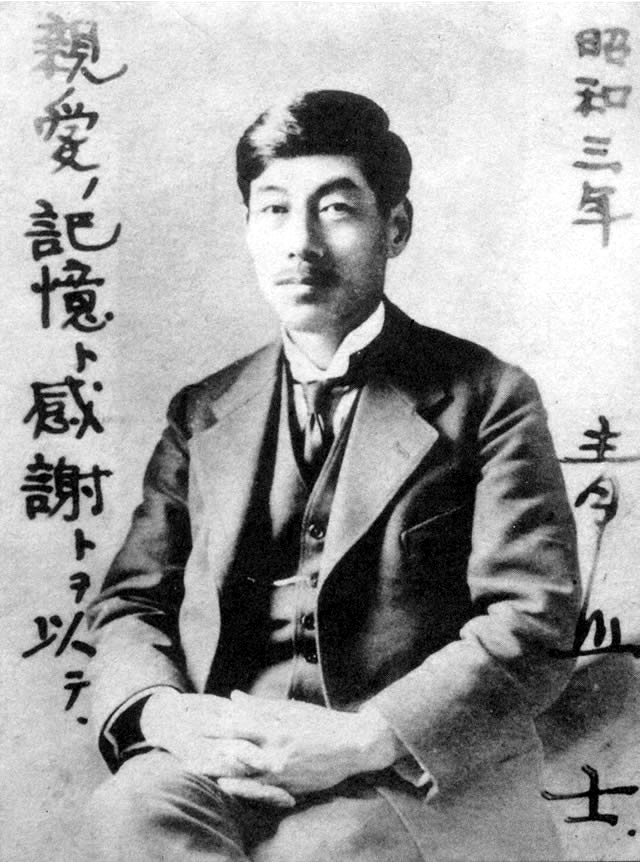
1928年に撮影された青山の肖像写真

1912年1月、日本に帰国。1912年2月、内務省に内務技師（高等官六等）として入省。内務省土木局東京土木出張所（現在の国土交通省関東地方整備局）において、19年にわたり荒川放水路（現在の荒川下流域）の建設工事を指揮した。また、鬼怒川の改修工事にもあたっている。
1927年6月24日、信濃川大河津分水路工事において自在堰が陥没する事故が発生すると、青山はその修復と工事完成の任を担い、1927年12月に内務省土木局新潟土木出張所長（現在の国土交通省北陸地方整備局長に相当する）に就任した（1934年まで在任）。青山は分水路の改修工事の最高責任者となり（青山の下で現場責任者を務めたのは宮本武之輔であった）、1931年に大河津分水路を完成させた。
1934年5月、第5代内務技監に就任、1936年11月まで2年間務めた。内務技監当時、物部長穂の河水統制計画案を採用、河川開発の一元化へ行政の転換を方向付け、以後多目的ダムによる河川開発が始まることになる（電力行政にもたらした影響は日本発送電を参照）。しかし、土木局における技官と事務官の処遇格差をめぐるかねてからの対立が紛争に発展し、青山はその責任をとる形で辞職した（キャリアの項目に言及がある）。なお、1935年には土木学会会長を務めている。
内務技監退任後は、東京市水道水源調査委員会、兵庫県水害復興専門委員会の委員や、満州国交通部嘱託として、土木行政・治水事業などの指導にあたった。
太平洋戦争中には、パナマ運河の爆破攻撃を立案していた大日本帝国海軍から、パナマ運河についての情報提供を求められた。「私は造ることは知っているが壊し方は知らない」と答え、土木技術者の良心に基づきこれを拒否したと伝えられている。あるいは「せっかく皆で苦労して造ったのだから、そっくりそのまま貰うことを考えたらどうじゃ」と返して破壊への非協力を示したともいう。一方で、各地の治水事業にあたっては「土木も国防である」と語っていた。          
1945年6月、長野県に疎開、戦後は磐田の実家に移る。隠居をしたものの生活には困窮したとされ、県などの土木事業の技術顧問として活動を続け、1949年には建設省荒川計画高水量検討会座長を務めた。
1963年、磐田市の自宅において、老衰のため死去した。84歳。墓所は磐田市中泉寺。

## 思想

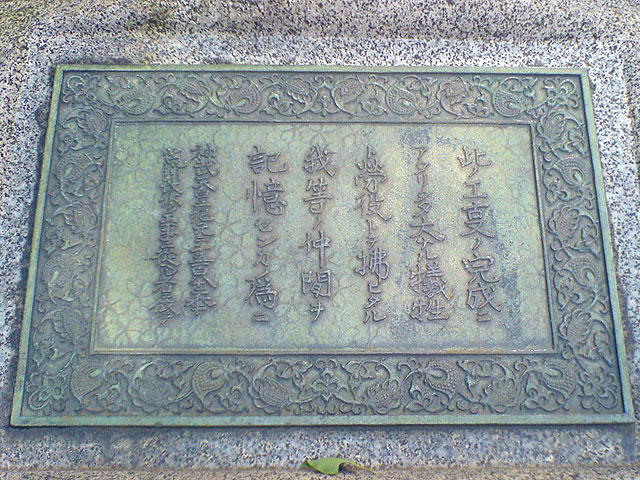
荒川放水路記念碑

青山士の生き方は、無教会主義のクリスチャンであった内村鑑三の影響を強く受け、私利私欲のためではなく広く後世の人類の為になるような仕事をしなければならない、という思想を貫いた。青山は無教会主義のクリスチャンとなった。
この彼の思想は荒川放水路の記念碑、及び大河津分水路の改修記念碑に顕著にあらわれている。荒川と隅田川の分岐点、岩淵水門のそばにある荒川放水路の記念碑には
と書かれており青山の名前は刻まれていない。
また大河津分水路の脇にある補修工事竣工記念碑には、表面に「萬象ニ天意ヲ覚ル者ハ幸ナリ」、裏面に「人類ノ為メ國ノ為メ」と、いずれもエスペラントとともに刻まれている。

## 人物
漢詩や俳句を愛し、また娘が嫁ぐ際には懐剣を与えるという武士的な気風を持っていたとともに、スキーやテニスを楽しみ、女性は技術を持つべきだとも説いた。義理堅く、責任感強く、不正を憎むと評される人物で、官尊民卑の傾向の強かった時代にあって用地買収の際には土地所有者との丁寧な買収交渉を重んじた。
岩淵水門工事では自らゲートルを巻いて泥にまみれ工夫たちと苦労をともにした。ある年末には工事作業員全員参加の「野外天ぷら大会」を水門の近くで開催して日本酒を振舞い、青山が開催費用を全て自費で賄った。水門工事期間中に関東大震災が発生し朝鮮人虐殺事件が各地で起こる中、青山は工事事務所にかくまった朝鮮人労働者5人を田端の青山宅に連れて帰り、妻（むつ）には「彼らを奥の離れの部屋にかくまって、手当てをしてやってくれ。誰にも話してはならぬ」と頼んだという。内務省退職後も大きな台風が来ると磐田から夜行列車で上京して荒川放水路を見守った、といったエピソードも伝わる。
一方で高橋裕が話を聞いた青山の元部下は、部下の再就職の世話などの「些事」に意を払わず、窮屈で近寄りがたい人物であったという印象を語っている。高橋は、（毎晩のように部下や労働者と酒を酌み交わし、「話のできる人物」とみなされた）宮本武之輔とは対照的な性格であると評している。

## 家族・親族
青山家は代々旅宿業を営む家で、中泉を代表する素封家であった。祖父の青山宙平（1818年 - 1910年）は郡長や地元の政治家として、また社会事業家として活動した人物で、東海道線の建設に当たっては中泉駅（現在の磐田駅）の用地を提供している。
日露戦争の首山堡の戦い（遼陽会戦）で功績を挙げ、奉天会戦において戦死した市川紀元二（1873年 - 1905年）は実兄。東京帝国大学で電気工学を修めて工学士の学位を持ち、京浜電鉄に技術部長として勤務していたが、歩兵少尉として出征した（一年志願兵出身の予備役将校）。日露戦争で最初に戦死した帝国大学出身の軍人（最終階級は中尉）で、かつては東京帝大内に銅像があった（第二次世界大戦後、静岡県護国神社境内に移設）。

## 略歴
- 1878年 - 静岡県豊田郡中泉村にて誕生。
- 1892年 - 東京府尋常中学校入学。
- 1896年 - 第一高等学校予科二部入学。
- 1899年 - 東京帝国大学工科大学土木工学科入学。
- 1903年 - 東京帝国大学工科大学土木工学科卒業。
- 1903年 - ニューヨークセントラル・アンド・ハドソンリバー鉄道入社。
- 1904年 - パナマ運河工事委員会入局。
- 1912年 - パナマ運河工事委員会退職。
- 1912年 - 内務省入省。
- 1912年 - 東京土木出張所勤務。
- 1915年 - 結婚。
- 1915年 - 荒川改修事務所従務。
- 1915年 - 岩淵工場主任。
- 1918年 - 東京第二土木出張所勤務。
- 1918年 - 荒川改修事務所従務。
- 1918年 - 岩淵工場主任。
- 1918年 - 荒川改修事務所主任。
- 1923年 - 東京土木出張所勤務。
- 1924年 - 東京地方森林会議員。
- 1924年 - 千住機械工場労働調査係係長。
- 1927年 - 新潟土木出張所所長。
- 1928年 - 新潟県道路調査会委員。
- 1928年 - 都市計画新潟地方委員会委員。
- 1928年 - 新潟地方森林会議員。
- 1928年 - 内務省臨時港湾調査会七尾港関係委員。
- 1930年 - 内務省臨時港湾調査会伏木港酒田港関係委員。
- 1931年 - 都市計画長野地方委員会委員。
- 1932年 - 都市計画石川地方委員会委員。
- 1932年 - 内務省臨時港湾調査会七尾港関係委員。
- 1934年 - 内務省内務技監。
- 1934年 - 商工省工業品規格統一調査会委員。
- 1934年 - 商工省国産振興委員会委員。
- 1934年 - 内務省国立公園委員会委員。
- 1934年 - 内務省土木会議議員。
- 1934年 - 文部省震災予防評議会評議員。
- 1935年 - 臨時産業合理局セメント製造業改善委員会委員。
- 1935年 - 土木学会会長。
- 1935年 - 内務省利根川治水専門委員。
- 1936年 - 内務省神宮関係施設調査会委員。
- 1936年 - 内務省退官。
- 1937年 - 内務省顧問。
- 1938年 - 東京市水道水源調査委員会委員。
- 1938年 - 兵庫県水害復興専門委員会委員。
- 1939年 - 満州国交通部嘱託。
- 1949年 - 建設省荒川計画降水量検討会座長。
- 1950年 - 土木学会名誉会員。
- 1963年 - 静岡県磐田市にて死去。

## 栄典
- 1914年 - 従六位。
- 1915年 - 大礼記念章。
- 1916年 - 正六位。
- 1919年 - 従五位。
- 1924年 - 正五位。
- 1925年 - 勲四等瑞宝章。
- 1929年 - 従四位。
- 1930年 - 勲三等瑞宝章。
- 1934年 - 正四位。
- 1936年 - 従三位。
- 1963年 - 旭日中綬章。